# Amefrontia purpurea
Amefrontia purpurea är en fjärilsart som beskrevs av George Francis Hampson 1899. Amefrontia purpurea ingår i släktet Amefrontia och familjen nattflyn. Inga underarter finns listade i Catalogue of Life.